# Burscough F.C.
Burscough FC là một câu lạc bộ bóng đá có trụ sở tại Burscough, Lancashire, Anh. Đội bóng hiện thi đấu tại North West Counties League Premier Division và có sân nhà ở Victoria Park, Mart Lane, Burscough.

## Danh hiệu
- Northern Premier League
  - Nhà vô địch Premier Division mùa giải 2006–07
- North West Counties League
  - Nhà vô địch mùa giải 1982–83
  - Nhà vô địch League Cup các mùa giải 1992–93, 1995–96
- Lancashire Combination
  - Nhà vô địch các mùa giải 1955–56, 1969–70
  - Nhà vô địch Division Two mùa giải 1953–54
- Liverpool County Football Combination
  - Nhà vô địch mùa giải1949–50
- FA Trophy
  - Nhà vô địch mùa giải 2002–03
- Liverpool Senior Cup
  - Nhà vô địch mùa giải 2000–01
- Cheshire Senior Cup
  - Nhà vô địch mùa giải 1974–75
- Lancashire Junior Cup
  - Nhà vô địch các mùa giải 1947–48, 1949–50, 1966–67, 2006–07